# Zaļenieki herrgård
Zaļenieki herrgård (lettiska: Zaļā muiža; tyska: Grünhof) är en herrgårdsbyggnad i den historiska regionen Semgallen, i nuvarande Lettland, som omges av en park om 27 hektar. Ernst Johann von Biron, hertig av Kurland, var beställare, och arkitekt var den italiensk-ryske arkitekten Bartolomeo Rastrelli. Herrgården färdigställdes 1775. Sedan 1920-talet har herrgårdsbyggnaden fungerat som skolbyggnad.